# Новополтавка (Краматорський район)
Новополта́вка — село Олександрівської селищної громади Краматорського району Донецької області, Україна. Населення становить 426 осіб.